# Stenolophus unicolor
Stenolophus unicolor är en skalbaggsart som beskrevs av Pierre François Marie Auguste Dejean. Stenolophus unicolor ingår i släktet Stenolophus och familjen jordlöpare. Inga underarter finns listade i Catalogue of Life.